# Sveriges nationallitteratur
Sveriges nationallitteratur, ofta förkortat SNL, är ett verk i ursprungligen 26 delar, vars ambition vid utgivandet var att samla all svensk litteratur av värde åren 1500-1900. Det planlades av Oscar Levertin och utgavs av Henrik Schück, Ruben G:son Berg och Fredrik Böök. En andra utgåva, omfattande tiden 1500-1920, utgavs i 30 volymer 1921-1922. 

## Tillkomst
Oscar Levertin fick i uppdrag av Albert Bonniers förlag att till år 1907 sammanställa ett verk i 25 band, som samlade all svensk litteratur av värde fram till och med 1900. Han dog emellertid 1906 och projektet övertogs av Levertins lärare Henrik Schück samt en rad medarbetare. Som redaktörer medverkade Ruben G:son Berg och Fredrik Böök och i författandet av kommentarer Gunnar Castrén, Nils Erdmann, Johan Mortensen, Otto Sylwan, Karl Warburg, Fredrik Vetterlund och Ewert Wrangel. Den första volymen i serien utkom 1909.

## Verket
Sveriges nationallitteratur omfattade ursprungligen 26 volymer på totalt 8 396 sidor. Urvalsperioden löper från år 1500 till 1900 med presentationer av utvalda författare samt exempel på deras texter. Verket gavs ut av Albert Bonniers förlag. I serien ingår även finlandssvensk litteratur: Runeberg avhandlas i ett band för sig förutom en volym med Svenskspråkig diktning i Finland utom Runeberg. Den finländske litteraturhistorikern Gunnar Castrén svarade för de finlandssvenska delarna. I den reviderade upplagan från 1920-talet tillkom även Finländska författare från 1900-talets början, sammanställt av Fredrik Böök. Efter revideringar ingick 30 volymer i verket.
I boken Sveriges national-litteratur är inte bara historia av Per Rydén, som utkom 2012, behandlas verket utförligt.

## Bibliografi

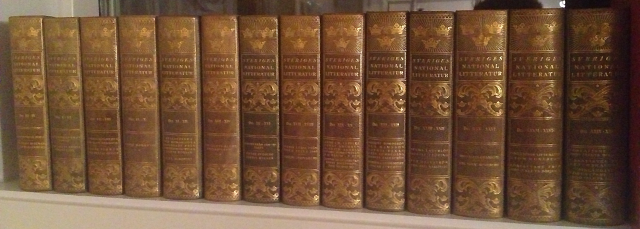
Verket i halvfranska band

### Sveriges national-litteratur 1500-1900
- Sveriges national-litteratur 1500-1900 / verket planlagdt af Oscar Levertin ; utgifvet af Henrik Schück och Ruben G:son Berg... Stockholm: Bonnier. 1907-1912. Libris 1188322. https://runeberg.org/snl/ - 26 volymer.
  -  1, Reformationstiden : Olavus Petri, Gustaf II Adolf, Lars Wivallius. 1912. Libris 1188323. https://runeberg.org/snl/1/
  -  2, Svensk renässanslitteratur : Skogekär Bärgbo, Georg Stiernhielm, Samuel Columbus, Andreas Arvidi, Urban Hiärne, Lars Johansson, Johan Runius, Haquin Spegel, Gunno Dalstierna, Israel Holmström, Jacob Frese. 1912. Libris 1188324. https://runeberg.org/snl/2/
  -  3, Frihetstidens poesi : Triewald, Lohman, Dalin, fru Nordenflycht, Creutz, Gyllenborg, Bergklint. 1909. Libris 1188325. https://runeberg.org/snl/3/
  -  4, Carl Mikael Bellman ; Jakob Wallenberg. 1908. Libris 1188326. https://runeberg.org/snl/4/
  -  5, Gustavianernas poesi : Kellgren, Leopold, Oxenstierna, Thorild, Lidner, fru Lenngren. 1912. Libris 1188327. https://runeberg.org/snl/5/
  -  6, 1700-talets prosaförfattare : Mörk, Dalin, Linné, Lagerbring, Kellgren, Thorild, Leopold, Ehrensvärd, Lehnberg, Gustaf III, Rosenstein. 1907. Libris 1188328. https://runeberg.org/snl/6/
  -  7, Sengustavianerna : Franzén, Wallin, Tengström, Silverstolpe, Valerius, Wadman ; 1700-talets dramatik : Gyllenborg, Modée, Kellgren, Leopold, Gustaf III, Kexél, Hallman, Envallsson, Lidner, Lindegren. 1912. Libris 1188329. https://runeberg.org/snl/7/
  -  8, Esaias Tegnér, Erik Gustaf Geijer. 1911. Libris 1188330. https://runeberg.org/snl/8/
  -  9, Svensk romantik, 1 : Atterbom, Hedborn, Elgström, Afzelius, Eufrosyne. 1908. Libris 1188331. https://runeberg.org/snl/9/
  -  10, Svensk romantik, 2 : Ling, Stagnelius, Sjöberg, Nicander, Dahlgren. 1910. Libris 1188332. https://runeberg.org/snl/10/
  -  11, C.J.L. Almquist. 1909. Libris 1188333. https://runeberg.org/snl/11/
  -  12, 1800-talets äldre prosadiktare, 1  : Cederborgh, Crusenstolpe, Fredrika Bremer, Sophie von Knorring. 1908. Libris 1188334. https://runeberg.org/snl/12/
  -  13, 1800-talets äldre prosadiktare, 2  : Emilie Flygare-Carlén, August Blanche, Orvar Odd, Onkel Adam. 1908. Libris 1188335. https://runeberg.org/snl/13/
  -  14, Poeter från 1830-50-talen : Nybom, Wennerberg, Malmström, Silverstolpe, Sommelius, von Braun, Sehlstedt, F. A. Dahlgren, Strandberg, Sturzen-Becker. 1911. Libris 1188336. https://runeberg.org/snl/14/
  -  15, Viktor Rydberg, Pontus Wikner. 1910. Libris 1188337. https://runeberg.org/snl/15/
  -  16, Svensk lyrik från tiden efter 1860 : "signaturerna" och andra : Snoilsky, af Wirsén, Bäckström, Björck, Gellerstedt, Melin, Anna Wästberg. 1909. Libris 1188338. https://runeberg.org/snl/16/
  -  17, August Strindberg. 1910. Libris 1188339. https://runeberg.org/snl/17/
  -  18, Anne Charlotte Leffler, Ernst Ahlgren, Alfhild Agrell, Georg Nordensvan, A.U. Bååth, Ellen Key. 1912. Libris 1188340. https://runeberg.org/snl/18/
  -  19, Gustaf af Geijerstam, Tor Hedberg, Ernst Josephson. 1909. Libris 1188341. https://runeberg.org/snl/19/
  -  20, August Bondeson, Ola Hansson, Sophie Elkan, Axel Lundegård, Daniel Fallström. 1912. Libris 1188342. https://runeberg.org/snl/20/
  -  21, Verner von Heidenstam, Oscar Levertin. 1910. Libris 1188343. https://runeberg.org/snl/21/
  -  22, Selma Lagerlöf, Gustaf Fröding. 1911. Libris 1188344. https://runeberg.org/snl/22/
  -  23, Per Hallström, Erik Axel Karlfeldt. 1907. Libris 1188345. https://runeberg.org/snl/23/
  -  24, 1800-talets dramatik : von Beskow, F.A. Dahlgren, Aug. Blanche, J.J. Wecksell, Frans Hedberg, Harald Molander. 1911. Libris 1188346. https://runeberg.org/snl/24/
  -  25:1, Johan Ludvig Runeberg. 1912. Libris 1188347. https://runeberg.org/snl/25/
  -  25:2, Finländsk litteratur utom Runeberg : Stenbäck, Topelius, von Qvanten, Wecksell, Tavaststjerna, Lybeck. 1911. Libris 1188348. https://runeberg.org/snl/252/

### Sveriges national-litteratur 1500-1920
- Sveriges national-litteratur 1500-1920 / verket planlagt av Oscar Levertin ; utgivet av Henrik Schück, Ruben G:son Berg och Fredrik Böök... Stockholm: Bonnier. 1921-1922. Libris 8081607 - 30 volymer.
  -  1, Reformationstiden : Olavus Petri, Gustav II Adolf, Lars Wivallius. 1921. Libris 8081615
  -  2, Svensk renässanslitteratur : Skogekär Bärgbo, Georg Stiernhielm, Samuel Columbus, Andreas Arvidi, Urban Hiärne, Lars Johansson, Johan Runius, Haquin Spegel, Gunno Dalstierna, Israel Holmström, Jacob Frese. 1921. Libris 8081616
  -  3, Frihetstidens poesi : Triewald, Lohman, Dalin, fru Nordenflycht, Creutz, Gyllenborg, Bergklint. 1921. Libris 8081617
  -  4, Carl Mikael Bellman ; Jakob Wallenberg. 1921. Libris 8081618
  -  5, Gustavianernas poesi : Kellgren, Leopold, Oxenstierna, Thorild, Lidner, fru Lenngren. 1922. Libris 8081619
  -  6, 1700-talets prosaförfattare : Mörk, Dalin, Linné, Lagerbring, Kellgren, Thorild, Leopold, Ehrensvärd, Lehnberg, Gustaf III, Rosenstein. 1922. Libris 8081620
  -  7, Sengustavianerna : Franzén, Wallin, Tengström, Silverstolpe, Valerius, Wadman ; 1700-talets dramatik : Gyllenborg, Modée, Kellgren, Leopold, Gustaf III, Kexél, Hallman, Envallsson, Lidner, Lindegren. 1922. Libris 8081621
  -  8, Esaias Tegnér, Erik Gustaf Geijer. 1922. Libris 9931958
  -  9, Svensk romantik, 1 : Atterbom, Hedborn, Elgström, Afzelius, Eufrosyne. 1922. Libris 9931970
  -  10, Svensk romantik, 2 : Ling, Stagnelius, Sjöberg, Nicander, Dahlgren. 1922. Libris 9931984
  -  11, Realistiska och romantiska skildrare från 1800-talets början : Ödmann, Knut och Henrik Lilljebjörn, L.F. Rääf, Clas Livijn, V.P. Palmblad, Törneros, C.F. Dahlgren, Bernhard v. Beskow, Lovén. 1922. Libris 8081622
  -  12, C. J. L. Almquist. 1922. Libris 9931999
  -  13, 1800-talets äldre prosadiktare, 1 : Cederborgh ... 1922. Libris 8081624
  -  14, 1800-talets äldre prosadiktare, 2 : Emilie Flygare-Carlén ... 1922. Libris 8081623
  -  15, Poeter från 1830-50-talen : Nybom ... 1922. Libris 9932374
  -  16, Viktor Rydberg, Pontus Wikner. 1922. Libris 9932379
  -  17, Svensk lyrik från tiden efter 1860 : "signaturerna" och andra  : Snoilsky ... 1922. Libris 8081625
  -  18, August Strindberg. 1922. Libris 8081626
  -  19, Anne Charlotte Leffler, Ernst Ahlgren, Alfhild Agrell, Georg Nordensvan, A.U. Bååth, Ellen Key. 1922. Libris 8081612
  -  20, Gustaf af Geijerstam, Tor Hedberg, Ernst Josephson. 1922. Libris 8081613
  -  21, August Bondeson, Ola Hansson, Sophie Elkan, Axel Lundegård, Daniel Fallström. 1922. Libris 8081627
  -  22, Verner von Heidenstam, Oscar Levertin. 1922. Libris 8081614
  -  23, Selma Lagerlöf, Gustaf Fröding. 1922. Libris 9932382
  -  24, Per Hallström, Erik Axel Karlfeldt. 1922. Libris 9932384
  -  25, 1800-talets dramatik : von Beskow, Johan Börjesson, F. A. Dahlgren, Aug. Blanche, J. J. Wecksell, Frans Hedberg, Harald Molander. 1922. Libris 9932389
  -  26, Johan Ludvig Runeberg. 1922. Libris 9932392
  -  27, Finländsk litteratur utom Runeberg. 1922. Libris 8081610
  -  28, Författare från 1900-talets början, 1. 1922. Libris 8081611. https://runeberg.org/snl2/28/
  -  29, Författare från 1900-talets början, 2. 1922. Libris 8081608. https://runeberg.org/snl2/29/
  -  30, Essayister och vetenskapsmän. Finländska författare från 1900-talets början. 1922. Libris 8081609. https://runeberg.org/snl2/30/